# Hannes Malte Mahler
Hannes Malte Mahler (* 10. Juni 1968 in Hannover; † 18. Juli 2016 bei Pattensen) war ein Performancekünstler, Zeichner, Maler und Fotograf.

## Leben
Nach ersten eigenen Ausstellungen und dem absolvierten Zivildienst ging Mahler zunächst von 1987 bis 1991 zum Studium Generale nach Berlin und studierte an der FU unter anderem Betriebswirtschaftslehre, Jura und Geschichte ohne Abschluss. Im Jahr 1992 nahm Mahler das Studium der Freien Kunst an der Hochschule für Bildende Künste Braunschweig auf. Er studierte unter anderem bei Siegfried Neuenhausen, Lienhard von Monkiewitsch und als Meisterschüler bei Marina Abramović. Im Jahr 1999 erhielt Mahler sein Diplom mit Auszeichnung. 2000 wurde das Jahresstipendium des Landes Niedersachsen an den Künstler verliehen.
Mahler war Mitglied in der Independent Performance Group (IPG). Er unterrichtete seit 2003 Freie Grafik und Medien an der fahmoda Hannover und betrieb ein Designbüro. Er war national und international mit Ausstellungen und Performances erfolgreich.
Er lebte und arbeitete in Hannover. Mahler starb im Juli 2016 im Alter von 48 Jahren bei einem Fahrradunfall.

## Nachlass
Der 2016 in Hannover gegründete Verein feinkunst e.V. widmet sich der Pflege und Bewahrung des künstlerischen Nachlasses von Hannes Malte Mahler.

## Ausstellungen und Projekte
2016
- Die Erinnerung der Arbeit – Aus den Städtischen Sammlungen Salzgitter, Schloss Salder
- escapism kiosk selected art models, Köln
- Dialog・8・対話 – Hachinohe Portal Museum Hacchi, Japan
- MAHLERWEAR FLAGSHIPSTORE, FINAL GOODS – Kunstverein Hildesheim

2015
- Mont St. Victoire – Kunsthistorisches Institut der Universität Bonn
- glitterballshooting – feinkunstraum Hannover
- THE ART AND PINGPONG MONTS MÉTALLIFÈRES – Galerie für Fotografie, Hannover

2014
- Festspiele Mecklenburg-Vorpommern, mit Igor Levit
- Salon Salder, Neue Kunst aus Niedersachsen, Salzgitter
- Frauen im Freien – Galerie für Fotografie, Hannover
- Niedersachsen-Wahl – Kunstverein Kunsthalle Hannover e.V., Kunsthalle Faust

2013
- glitterballshooting – kestnergesellschaft Hannover
- Auf besonderen Wunsch einzelner Damen… – feinkunstraum
- Sprengpunkte und Haftpunkte – Städtische Kunstsammlungen Schloss Salder
- STILL LIFE – Installation / Utopia Sound – Interventionen, KunstFestSpiele Herrenhausen

2012
- particles rev. – digital interdisciplinations exhibition, Sydney
- NON DENOMINATIONAL ORATORIES – Kunstverein Via 113
- JETLAG – Hannover Messe / Kunsthalle Faust, Hannover
- Sprengpunkte und Haftpunkte – Kunsthistorisches Institut der Universität Bonn

2011
- Wandelbar – Agritechnica 2011
- Baustoffhandel – Sprengel Museum Hannover
- Angemessene Maßnahmen in allen Bereichen – feinkunstraum

2010
- Der Punsch in uns allen – Bilder und Ereignisse mit glitterballshooting, Galerie KUB, Leipzig
- Labor Herrenhausen – Herrenhäuser Gärten
- Mehr Museum – Sprengel Museum Hannover
- Salon Salder – Neues aus niedersächsischen Ateliers
- Neue Kunst in alten Gärten – Lenthe in Gehrden
- Leinen los! – 85. Herbstausstellung, Hannover
- Drawing Centrifuge – Location One, New York
- SHADOW – OMBRE – SCHATTEN – Konschthaus beim Engel, Luxemburg
- Viridum Video – Herrmanshof, Völksen

2009
- zeichnend | Das Graphische Werk 1988–2008,
- Weserburg Museum für Moderne Kunst, Bremen
- Wildwuchs, Landesgalerie Hannover

2008
- zeichnend | Das Graphische Werk 1988–2008,
- Institut für Kunstgeschichte, Universität Bonn
- Glitterballshooting, feinkunstraum, Hannover
- BS-Visite, Braunschweig
- Neue Kunst in alten Gärten 2008, Lenthe
- Salon Salder, Salzgitter, 7. Niedersächsische
- Grafiktriennale, Zeichnung, Holzminden

2007
- rummel rehearsal, Neues Museum Weserburg, Bremen
- feinkunstraum, Hannover
- rummel, Kubus, Hannover
- Glitterballshooting, Malkasten, Düsseldorf

2006
- private domain # studio, Haus am Lützowplatz, Berlin
- Ballgefühle – Galerie Vom Zufall und vom Glück, Hannover
- Memento Mori – Hermannshof, Hannover
- Mischbrot, Yoghurt und Oliven – Neues Museum Weserburg, Bremen
- Neue Kunst in alten Gärten – Ober- und Untergut Lenthe in Gehrden
- Heimspiel – 83. Herbstausstellung, Hannover
- Glauben und Wissen – Galerie der Künstler, München
- glitterballshooting – Neues Museum Weserburg, Bremen

2005
- private domain # confessional, Mönchehaus Museum, Neujahrsempfang
- is_art, is energy, Hannover
- Skulpturenpfad, Weserradwanderweg, Landschaftsverband Hameln-Pyrmont
- remote access, Rubicon Gallery, Dublin, Irland
- protocol, Deutscher Evangelischer Kirchentag, 2005
- Gifted Generation – IPG, HAU Hebbel am Ufer, Berlin
- braunschweig bottling, Allgemeiner Konsumverein, Braunschweig
- Zug um Zug, Kunstpreis der Sparda-Bank
- glitterballshooting 2005, Haus am Lützowplatz, Berlin

2004
- frauen im freien | females in the fields, Glück21, Berlin
- Kunstwettbewerb der LBS Nord, Atrien, Einladungswettbewerb, Hannover
- Die verborgene Tat, Kunstverein Langenhagen
- Panorama, Kunstverein Hannover, (Herbstausstellung Niedersächsischer Künstler)
- private domain # salon, Galerie Robert Drees, Hannover

2003
- Die Büchse knallt im Deutschen Wald, Kunstverein Hannover
- seit August 2003 Lehrauftrag für Freie Grafik / Medien an der Berufsfachschule Hannover für Modedesign und Damenschneiderei
- daily performance/frauen im freien, Galerie der Niedersächsischen Lottostiftung, Hannover
- very early performance, pg_lab, Hannover
- flix_cabinet, Rubicon Callery, Dublin
- glitterballthrowing, Wohnraumatelier, Hannover

2002
- centrifuge, Braunschweig, Foyer für junge Kunst
- perspektiven, Kunstverein Hannover (Herbstausstellung Niedersächsischer Künstler)
- don, Chinati Foundation, Marfa, Texas
- TheDeutschlandliedKaraoke – official Mahler education program in Zusammenarbeit mit weltfilmkunst.com
- glitterballshooting, Galerie Drees, Hannover

2001
- Performance Festival Odense 2001, Odense Dänemark
- Fotoreisen nach Spanien, Frankreich, Italien
- marking the territory, Moma, Dublin, Irland

2000
- Jahresstipendium des Landes Niedersachsen
- the private domain # drawing, Södertälje (Stockholm), Schweden
- Launch von theMahler.com
- a German shopping mall, Hannover
- mopping up, Performance, Kunstakademie München
- l.u.a.i.H., Galerie Drees, Hannover
- 1999/2000 self fulfilling prophecy, HBK Braunschweig, Schauraum (zunächst eigener Beitrag, dann kuratorische Betreuung)

1999
- Lokalzeit, 1. Biennale Niedersachsen (Kunstverein Hannover), dipplespace
- unfinished business, Marina Abramovic and students, Haus am Lützowplatz, Berlin Marina Abramovic, »unfinished business«, (Publikation), Redaktion und Herausgabe
- to give a place, Galleria Stefania Miscetti, Rom
- Triple Climax, Kunstverein Hildesheim, (mit Anna Gollwitzer und Annette Hanisch)
- I perform therefore I am, Vortrag Über daily performance, Stockholm
- PFO, Performance Festival Odense 1999, Odense (Dänemark)
- THE CHINA ROOM, Galerie Viktoria Hoffmann, Hannover
- Diplom mit Auszeichnung und Meisterschülerabschluss
- fresh air, Marina Abramovic Class, (Weimar 1999-Kulturstadt Europas) Koordination und eigener Beitrag Wolkenkuckucksheim »fresh air«, Marina Abramovic Class (Publikation), Redaktion und Herausgabe
- retail, Galerie Viktoria Hoffmann, Hannover

1998
- aus gegebenem Anlass, Kunstkoffer für Gerhard Schröder
- FINALLY, Kunstverein Hannover mit den Studenten der Klasse Abramovic

1997
- Redaktion und Mitherausgeber des Jahrbuches Vergessen der HBK Braunschweig, Hrsg. M. Glasmeier (Salon Verlag, 1997)

## Veröffentlichungen
Auswahl
- Sprengpunkte & Haftpunkte, Salon Verlag, Köln, 2013, ISBN 978-3-9816004-0-7
- zeichnend drawing | Das Graphische Werk 1988–2008 (Herausgegeben von Anne-Marie Bonnet), Salon Verlag, Köln, 2008, ISBN 978-3-89770-336-0
- Private domain # studio, performative drawing # drawing performance, Salon Verlag, 2006, ISBN 3-89770-253-3
- dipple, Welten ohne Zahl, Salon Verlag, 2000, ISBN 3-89770-087-5
- unfinished business, Marina Abramovic, Berlin, Salon Verlag, Köln, 1999, ISBN 3-89770-016-6
- fresh air, (Weimar 1999-Kulturstadt Europas), Salon Verlag, Köln, 1999, ISBN 3-89770-025-5
- mein Tagebuch, theMahler.com renoviert den Potsdamer Platz, Süddeutsche Zeitung, Oktober 2000
- Gerichtszeichnungen, SAT1, RTL, VOX; Printmedien
- Fotografien und Illustrationen, Zeitungen und Magazine (u. a. Zitty, Start, HAZ, SZ)

## Beteiligungen
Auswahl
- Heimspiel, Kunstverein Hannover, 2006, ISBN 3-934421-11-3
- Kunstmagazin art, 10/2004 (Cover)
- Neue Kunst in alten Gärten, Salon Verlag, 2004, ISBN 3-89770-234-7
- Panorama, Kunstverein Hannover, 2004, ISBN 3-934421-08-3
- Zug und Zug 2005, Kunstpreis der Sparda-Bank, 2005
- Public Body, Marina Abramovic, Monographie, 2001, Edition Charta, Milano ISBN 88-8158-295-3
- Student Body, Marina Abramovic, Monographie, 2001, Edition Charta, Milano ISBN 88-8158-449-2
- Image Circle, Hrsg. Peter Bauernschmid für Linhof. Ein Lehr- und Bilderbuch für kreative Fachfotografie
- Vergessen, Jahrbuch No. 1 der HBK Braunschweig, Salon Verlag, Köln, 1997, ISBN 3-932189-87-6